# Police u Valašského Meziříčí
Police (deutsch Politz, früher Pohlitz) ist eine Gemeinde in Tschechien. Sie liegt acht Kilometer westlich von Valašské Meziříčí und gehört zum Okres Vsetín.

## Geographie
Police befindet sich am Fuße der Hostýnské vrchy in den Hügeln der Kelčská pahorkatina. Das Dorf liegt linksseitig über dem Tal der Loučka auf dem Hügel Za Pouští (445 m). Am südlichen Ortsrand verläuft die Bahnstrecke von Hulín nach Valašské Meziříčí, die dort befindliche Bahnstation trägt den Namen Police u Valašského Meziříčí. Nördlich erheben sich der Za Pouští (445 m) und die Sedliska (414 m), im Südosten die Píšková (578 m), Petříkovec (532 m) und Hůrka (557 m), südlich der Kuželek (568 m) und die Skalka (480 m) sowie südwestlich der Hradiště (604 m).
Nachbarorte sind Lapač, Komárovice, Patera und Kladeruby im Norden, Choryně, Vystrkov und Lhota im Nordosten, Branky im Osten, Na Pasekách, Oznice, Na Potoce und Čarabovská im Südosten, Lázy und Podolí im Süden, Loučka und Kunovice im Südwesten, Lhota im Westen sowie Kelč und Rouské im Nordwesten. An der Hůrka befindet sich die Wüstung Horecko.

## Geschichte
Die erste schriftliche Erwähnung des zur bischöflichen Herrschaft Kelč gehörigen Dorfes Policz erfolgte 1383, als der Olmützer Bischof Peter Jelito auf Initiative des Burgvogtes von Šaumburk, Arkleb von Kunstadt, dem Vogt Mikuláš die seinen Vorfahren durch frühere Bischöfe erteilten alten Privilegien bestätigte. In Police befand sich ein herrschaftlicher Hof. Im Jahre 1429 wurde das Pfarrdorf Horecko erstmals genannt, 1652 war der Ort erloschen. Aus dem Jahre 1676 ist der Ortsname Politz überliefert. Das älteste Ortssiegel von Politz stammt aus dem Jahre 1749. Der herrschaftliche Hof Vrchovec wurde zum Ende des 18. Jahrhunderts aufgehoben und parzelliert. An seiner Stelle entstand 1788 am südwestlichen Ortsrand die Familiantensiedlung Hohendorf. 1794 bestand Politz aus 65 Häusern und Hohendorf aus 16 Häusern, in denen zusammen 417 Personen lebten. Im Jahre 1803 war Vrchová auf 23 Anwesen angewachsen. Die erste Schule in Politz entstand wahrscheinlich um 1800 in einer Chaluppe. 1821 verkaufte die Gemeinde diese Chaluppe, nachfolgend erfolgte der Unterricht in Branky. 1835 hatten beide Dörfer zusammen 674 Einwohner; Politz bestand aus 86 Häusern und Hohendorf aus 23. Seit dem Jahre 1846 sind die Ortsnamen Police und Vrchová gebräuchlich. Bis zur Mitte des 19. Jahrhunderts blieben beide Orte immer nach Kelč untertänig. Pfarrort war Branky.
Nach der Aufhebung der Patrimonialherrschaften bildeten Police/Pohlitz und Vrchová/Hohendorf ab 1850 zwei eigenständige Gemeinden in der Bezirkshauptmannschaft Valašské Meziříčí. Im selben Jahre wurde in der Flur “na Zápouští” eine gemauerte Windmühle errichtet, die zu dieser Zeit die einzige Windmühle in der Mährischen Walachei war. Zwischen 1859 und 1860 erfolgte der Bau einer neuen Schule in Police. Im November 1877 zerstörte ein Großfeuer alle Häuser von Vrchová und griff dann auch auf Police über. Seit den 1880er Jahren wurde neben Vrchová auch die Bezeichnung Vrchovec verwendet, seit 1924 als amtlicher Ortsname. Am 16. Mai 1907 brannten in Police 29 Häuser ab, das Dorf bestand aus schindelgedeckten Holzhäusern. 1910 hatten Police und Vrchovec zusammen 523 Einwohner. Vrchovec bestand aus 26 Häusern mit 107 Personen; in den 67 Häusern von Police lebten 416 Menschen. 1914 stand die Windmühle nicht mehr in Betrieb und hatte keine Flügel mehr.
Vrchovec wurde 1949 nach Police eingemeindet. Nach der Aufhebung des Okres Valašské Meziříčí wurde die Gemeinde Police 1960 dem Okres Vsetín zugeordnet. 1979 wurde die Schule geschlossen. Zwischen 1985 und 1990 war Police nach Loučka eingemeindet.

## Gemeindegliederung
Für die Gemeinde Police sind keine Ortsteile ausgewiesen. Zu Police gehören die Ortslage Vrchovec (Hohendorf) und die Einschicht Lapač (Neuhof).

## Sehenswürdigkeiten
- Kapelle Herz Jesu am Dorfplatz, erbaut 1933
- Steinernes Wegekreuz an der Straße nach Branky. Daneben befindet sich eine 1886 errichtete Betsäule mit dem Bildnis “Flucht nach Ägypten”.
- Steinernes Kreuz mit gusseiserner Christusfigur, an der Schule, geschaffen 1863
- Steinernes Kreuz in Vrchovec
- Kapelle der hl. Anna im Tal der Loučka
- Mäanderreicher, baumbestandener Lauf der Bäche Loučka, Kozara und Hájový potok